# Grant Turner
Grant Turner (7. října 1958, Lower Hutt – 28. února 2023, Tauranga) byl novozélandský fotbalový útočník. 

## Fotbalová kariéra
Byl členem salvadorské reprezentace na Mistrovství světa ve fotbale 1982, ale v utkání nenastoupil a zůstal mezi náhradníky. Na klubové úrovni hrál za Stop Out Lower Hutt, Gisborne City AFC, South Melbourne FC, Petone FC, Miramar Rangers AFC a Wellington United. S týmem Gisborne City AFC vyhrál v roce 1984 novozélandskou ligu.